# 申中乡
申中乡，是中华人民共和国青海省西宁市湟源县下辖的一个乡镇级行政单位。

## 行政区划
申中乡下辖以下地区：
卡路村、申中村、前沟村、莫布拉村、庙沟脑村、立达村、口子村、星泉村、俊家庄村、韭菜沟村、窑庄村、后沟村、河拉村、庙沟村、大山根村和大路村。